# أندرياس هوفمان
أندرياس هوفمان (بالألمانية: Andreas Hofmann)‏ (13 أبريل 1986 في ألمانيا - ) هو لاعب كرة قدم ألماني في مركز الوسط. لعب مع غرويتر فورت ونادي آلن و1. FC Normannia Gmünd ‏.

## وصلات خارجية
- أندرياس هوفمان على موقع قاعدة بيانات كرة القدم.إي يو (الإنجليزية)
- أندرياس هوفمان على موقع بيانات كرة القدم. دي إي (الألمانية)
- أندرياس هوفمان على موقع Soccerway.com (الإنجليزية)
- أندرياس هوفمان على موقع عالم كرة القدم.نت (الإنجليزية)